# Akiodorididae
Akiodorididae zijn een familie van weekdieren uit de klasse van de Gastropoda (slakken).

## Geslachten
- Akiodoris Bergh, 1879
- Armodoris Minichev, 1972
- Doridunculus G.O. Sars, 1878
- Echinocorambe Valdés & Bouchet, 1998
- Prodoridunculus Thiele, 1912